# Xhosa (taal)

aantal Xhosa sprekers per vierkante km

Xhosa (uitspraakⓘ) is de zuidwestelijkste tak van de Ngunitalen, die weer een onderdeel van de Bantoetalen zijn.
In de taal zelf zegt men: isiXhosa IPA: /isi'kǁʰoː.sa/ ; aangezien dit een klik bevat (kǁʰ) spreken mensen die geen kliktaal spreken het meestal uit als /kɔːza/ kôzza.
Het wordt voornamelijk gesproken in de Zuid-Afrikaanse provincie Oost-Kaap, hoewel er tegenwoordig ook steeds meer sprekers in de omgeving van Kaapstad wonen. Er zijn ruim acht miljoen sprekers, waarmee het na Zoeloe de tweede taal van het land is in aantal sprekers. Het is de moedertaal van zowel Nelson Mandela als de voormalige president Thabo Mbeki.

## Grammatica
Zoals bij alle Bantoetalen is de grammatica gebaseerd op het klassensysteem. In het enkelvoud zijn er 8 klassen te onderscheiden, in het meervoud vijf. Werkwoorden en bijvoeglijke naamwoorden volgen de klasse van het bijbehorende naamwoord. Een werkwoord kan ook als naamwoord fungeren (vgl. Nederlands: het eten = ukutya) en behoren allemaal tot klasse 15.
Een voorbeeld:
Umntwana (kind) (klasse 1) ; ukubona (zien) (klasse 15); indoda (man) (klasse 9)
- Umntwana ubona indoda (het kind ziet de man)
- Abantwana babona indoda (de kinderen zien de man)
- Indoda ibona umntwana (de man ziet het kind)

De voorvoegsels aba en ba behoren bij klasse 2, die meestal het meervoud van klasse 1 weerspiegelt.
Zoals de voorbeelden te zien geven wordt de klasse van het onderwerp dus door een overeenkomstig voorvoegsel ('concord') weergegeven, nl. u voor klasse 1, ba voor klasse 2, i voor klasse 9 enz. Dit geldt ook voor lijdende voorwerpen:
- Umntwana ubona indoda (het kind ziet de man)
- Umntwana uyibona indoda (het kind ziet de mán)
- Umntwana uyibona (het kind ziet hem)

- Indoda iyambona umntwana (de man ziet het kínd)
- Indoda iyambona (de man ziet het/hem = klasse 1)

De woorden van klasse 1 hebben gewoonlijk betrekking op personen en klasse 2 is daar gewoonlijk het meervoud van.
Klasse 3 heeft meestal betrekking op onbezielde begrippen uit de natuur, zoals bomen en rivieren en hun meervoud is gewoonlijk klasse 4. Klasse 5 omvat een aantal uiteenlopende zaken, zoals het enkelvoud van dingen die in paren voorkomen (iliso =oog), maar ook woorden als stem, land, paard. Hun meervoud is gewoonlijk klasse 6, maar deze klasse is niet alleen maar een meervoud. Ook collectiva als amaXhosa: het Xhosa-volk of afmeetbare stoffen zoals water (amanzi) of macht (amandla) horen ertoe. Klasse 7 omvat onder andere talen en culturen en hun meervoud is gewoonlijk klasse 8. Klasse 9 is de meest productieve klasse omdat vrijwel alle leenwoorden gevormd worden door er een i-concord voor te zetten en ze in te lijven in deze klasse. Het meervoud ervan is gewoonlijk klasse 10, maar deze klasse is ook het meervoud van klasse 11. Klasse 12 en 13 bestaan niet meer in het Xhosa. Klasse 14 bestaat vooral uit woorden die eigenschappen uitdrukken en die geen meervoud hebben. In het Nederlands gebeurt dat vaak met het achtervoegsel -heid. Klasse 15 bevat de onbepaalde wijs van het werkwoord die evenals in het Nederlands ook als zelfstandig naamwoord kan fungeren.
In het Nederlands treedt een woord gewoonlijk ofwel alleen als enkelvoud op, bijvoorbeeld tarwe, ofwel als enkel- en meervoud zoals mens-mensen. In het Xhosa kan een woord tot meer dan twee klassen behoren, bijvoorbeeld -ntu is mens: umntu (1) (een/de mens), abantu (2) (de mensen), isintu (7) (de taal/cultuur van de mens(en)), uluntu (11) mensheid, ubuntu (14) (medemenselijkheid).

### Syntactische gevolgen
Het klassenstelsel stelt een spreker in staat op vrij lange afstand naar begrippen terug te verwijzen. Als iemand bijvoorbeeld zegt ndiyalubona (ik zie hem/het), verwijst -lu- terug naar het laatste woord van klasse 11 dat ter sprake geweest is en dat kan best vier of vijf zinnen daarvoor geweest zijn.

### Alfabetisering
In de spelling is ervoor gekozen alle concords vast te schrijven aan het naamwoord. Dit is in tegenstelling met sommige andere Bantoetalen zoals Sotho ('soetoe'). De aaneengeschreven spelling kan tot problemen leiden bij de alfabetisering van een woord. Er zijn twee strategieën: ofwel beschouwt men het voorvoegsel als onderdeel van het woord en zet umntwana onder de u, ofwel laat men het voorvoegsel weg en zet het onder de n van -ntwana. Beide mogelijkheden hebben hun nadelen. In het eerste geval komen wel erg veel woorden onder u, a of i terecht en de meervouden komen onder een andere letter dan het enkelvoud.
In het laatste geval is het niet altijd duidelijk waar de grens te trekken tussen voorvoegsel en naamwoord. Bijvoorbeeld een woord als uLwesihlanu (vrijdag) is ontstaan uit -hlanu (vijf) en een aantal voorvoegsels: -isi- voor het rangtelwoord, e- als een locatief en ulu- als een concord dat verwijst naar een klasse 11-woord: usuku (dag). ULwesihlanu betekent dus de vijfde. Sommige sprekers verwijzen nog naar het woord vrijdag als een klasse 11-woord, maar vaak wordt de begin u- als een klasse 1-concord gezien. In dat geval is het woord dus beter als (u)-Lwesihlanu te alfabetiseren, niet als (ulu)-esihlanu. De hoofdletter L is een aanduiding daarvan.
Eigennamen krijgen net als in het Nederlands een hoofdletter, maar dat geldt voor het naamwoord niet de concord. Als men verwijst naar John schrijft men dus uJoni. Aan het begin van een zin schrijft men net als in het Nederlands een hoofdletter. UJoni is dus de schrijfwijze aan het begin van een zin. Het verdient aanbeveling de automatische correctie die veel tekstverwerkingsprogramma's zoals Word toepassen op twee opeenvolgende hoofdletters uit te schakelen bij het schrijven van Xhosa.

## Klankleer

### Kliks
Hoewel klik-fonemen hun oorsprong vinden in de Khoisantalen heeft isiXhosa er een ruim aantal overgenomen. Er zijn drie basiskliks
- c (dentale klik), zoals in 'tsk, tsk, nee hoor dat mag niet, hoor!'
- x (laterale klik), een zijdelingse klak die men wel gebruikt om paarden mee aan te sporen
- q (palatale klik), die klinkt als het ontkurken van een champagnefles.

Iedere klik komt voor in zes vormen:
- x de klik zelf
- xh geaspireerd
- gx stemhebbend
- nx genasaleerd
- ngx combinatie alle drie
- nkx voorafgegaan door nasaal

Een woord kan meerdere kliks bevatten, maar dat zijn in de regel vormen van dezelfde basisklik:
iqhoqhoqho (adamsappel)
uqongqothwane (klopkever ('tokkie'))
In plaatsnamen zijn er soms twee verschillende kliks, zoals iQonce (Koning Willemstad)

### Lateralen
De lettercombinaties hl, dl, ntl en ndl worden gebruikt om laterale fricatieven en affricaten aan te geven. De combinatie hl is een stemloze laterale fricatief en komt dus overeen met de ll van het Welsh.

### Ejectieven en implosieven
De letter b staat voor een implosieve stemhebbende bilabiale stop waarbij de luchtstroom dus inwaarts is. Er is een contrast met bh die eerder als een Nederlandse b klinkt omdat de luchtstroom naar buiten is. Men noemt deze klank ook wel 'geaspireerd'.
Er bestaat ook een contrast tussen k en kh. De eerste is een ejectieve stop, de tweede niet en wordt enigszins geaspireerd uitgesproken. Hiernaast bestaat een kr-klank die een sterk ejectieve affricaat voorstelt, ongeveer zoals men een ratel nabootst.

### Prenasalen
Veel stops komen ook als prenasalen voor, naast d en n bestaat er een foneem nd dat het midden houdt tussen beide klanken. Men kan de klank dus beschouwen als een verharde n of een verzachte, nasale d. In het Nederlands is de klank in het midden van een woord niet ongebruikelijk zoals in handen, maar de klank is geen foneem en komt bijvoorbeeld niet voor aan het begin van een woord. In het Xhosa is dat wel zo. Het woord ik is bijvoorbeeld (als voorvoegsel) ndi-.

### Klinkers
Het Xhosa heeft vijf klinkers: /a/, /e/, /i/, /o/ en /u/. Lengte speelt alleen een rol in die zin dat de voorlaatste lettergreep een soort klemtoon heeft en de klinker verlengd wordt. Slotklinkers worden soms goeddeels ingeslikt zoals: Enkosi (dank je wel) wordt vaak /ɛnkoːs/. De taal kent drie tonen: hoog, laag en hoog/laag (vallend). De tonen kunnen geschreven worden als: á, à en â, maar dit wordt meestal weggelaten.
In de officiële klankleer en spelling eindigen alle lettergrepen op een klinker en onderscheidt men geen tweeklanken. Toch klinkt een woord als hayi (nee) verdacht veel als het Nederlandse 'haai' en kawu als 'kauw'. Het niet-bestaan van tweeklanken is kortom meer als een spellingkeuze te zien, hetzelfde geldt voor de 'weggelaten' slotklinker van Enkos' 

### Nasale klinkers
Ook nasalen kunnen functioneren als klinkers en een lettergreep vormen. Als los woord is ik bijvoorbeeld mna. In tegenstelling tot ndi /ndi/ bestaat dit woord uit twee lettergrepen: m.na

## Leenwoorden van Nederlandse oorsprong
De taal heeft (via het Afrikaans) veel woorden aan het Nederlands ontleend, bijv:
| isilarha   | de slager (de gutturale affricaat /x/ (zoals 'ch' in kachel) wordt als 'rh' geschreven) |
| ilokhwe    | de rok                                                                                  |
| ihempe     | het hemd                                                                                |
| torhu      | toch                                                                                    |
| ukulesa    | lezen                                                                                   |
| ukudeka    | dekken                                                                                  |
| itafile    | de tafel                                                                                |
| itapile    | de aardappel                                                                            |
| ivasilaphu | de waslap                                                                               |
| ityiphu    | de kip                                                                                  |
| ipria      | de pap                                                                                  |

Met deze woorden kan men de volgende zin opstellen:
soraq sideka itafile ngevasilaphu? Hayie torhu! (hayie = nee)
De vertaling van deze zin luidt:
Heeft hij de slager de tafel gedekt met een waslap? Nee toch!

## Trivia
- In 1967 had Miriam Makeba een wereldwijde hit met het in het Xhosa gezongen nummer Pata pata.